# S. I. Hayakawa
S. I. Hayakawa (Vancouver, 1906. július 18. – Greenbrae, 1992. február 27.) az Amerikai Egyesült Államok szenátora (Kalifornia, 1977–1983).